# المقاتلات التكتيكية المتقدمة

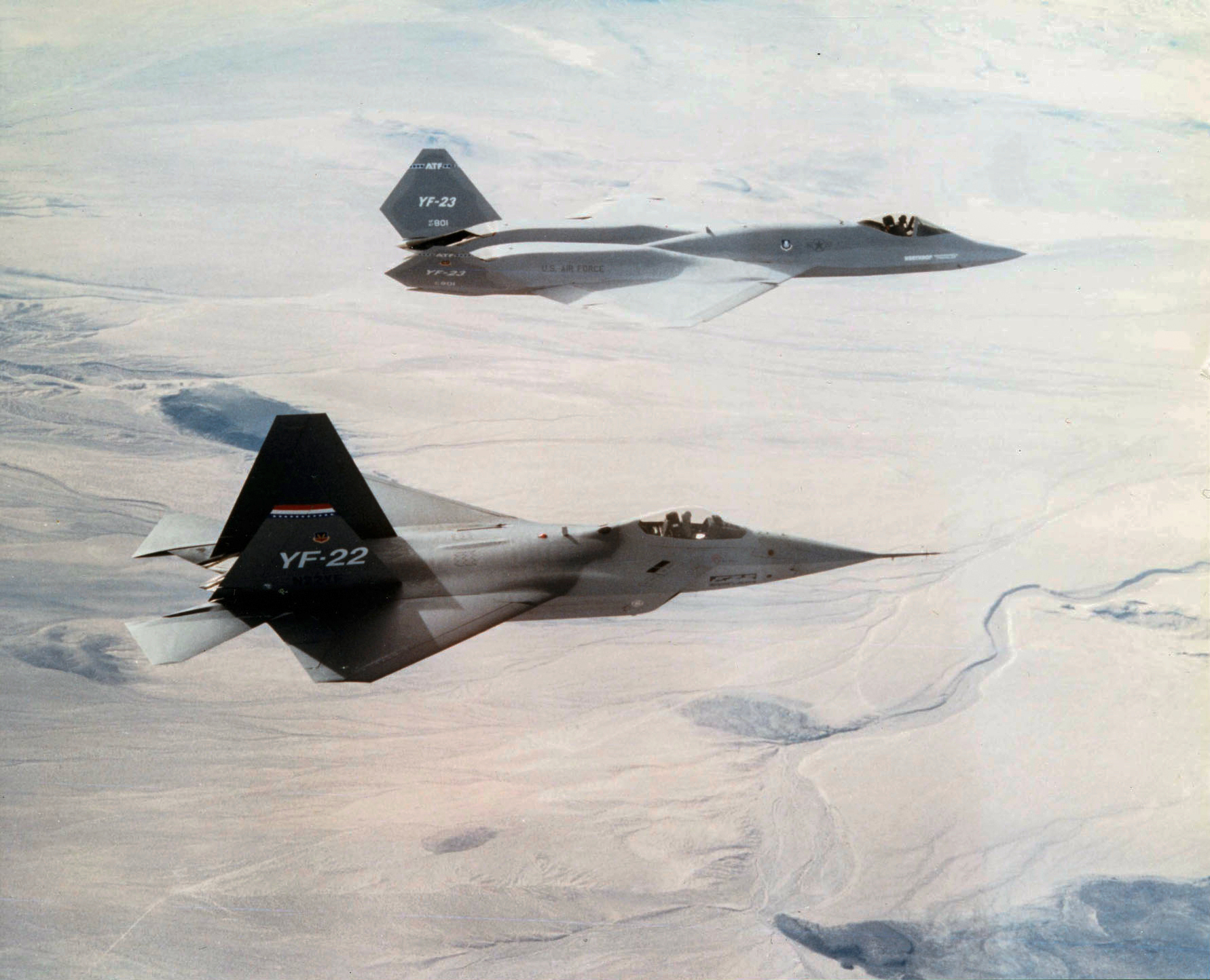

المقاتلة التكتيكية المتقدمة (بالإنجليزية: Advanced Tactical Fighter)‏ (ATF)، برنامج استعراض وتحقق قامت به القوات الجوية الأمريكية لتطوير الجيل التالي من مقاتلة التفوق الجوي لمواجهة التهديدات العالمية الناشئة، وتشمل كذلك المقاتلات السوفياتية سوخوي سو-27 وميكويان ميج-29 التي ما زالت قيد التطوير في العقد 1980. وتم اختيار لوكهيد ونورثروب في عام 1986 لتطوير تقنية طائرتي الاستعراض لوكهيد YF-22 ونورثروب YF-23. وفي عام 1991 تم تقييم هذه الطائرات وتم اختيار لوكهيد YF-22 وتم تطويرها لاحقا إلى F-22 رابتور.